# شوش‌بلاغ
شوش‌بلاغ یک روستا در ایران است که در بخش مشکین شرقی شهرستان مشگین‌شهر در استان اردبیل واقع شده‌است.

## جمعیت
این روستا در دهستان نقدی قرار دارد و براساس سرشماری مرکز آمار ایران در سال ۱۳۸۵، جمعیت آن ۱۲۴ نفر (۲۳ خانوار) بوده‌است.